# Казусёнок, Андрей Фёдорович
Андре́й Фёдорович Казусёнок (род. 15 января 1984, Бобруйск, Могилёвская область) — белорусский самбист и дзюдоист, выступает за сборные Белоруссии по этим видам спорта с середины 2000-х годов. 4-кратный чемпион мира по спортивному самбо, четырёхкратный чемпион Европы. По дзюдо бронзовый призёр чемпионата мира, чемпион Европы, участник летних Олимпийских игр в Пекине. Заслуженный мастер спорта Республики Беларусь.

## Биография
Андрей Казусёнок родился 15 января 1984 года в городе Бобруйске (Белорусская ССР). Активно заниматься борьбой самбо начал в раннем детстве по наставлению двоюродного брата: «Этот спорт не очень-то меня привлекал, я ходил на тренировки, можно сказать, только благодаря настойчивости брата. А потом втянулся, всерьёз задумался о спортивной карьере». Проходил подготовку в республиканском училище олимпийского резерва и в республиканском центре физической культуры и спорта в Могилёве и Минске. Тренировался у таких специалистов как В. В. Назаров и Э. А. Мицкевич.
На юниорском и молодёжном уровне выигрывал медали с 2002 года. Первого серьёзного успеха на взрослом международном уровне добился в 2005 году, когда попал в основной состав белорусской национальной сборной по дзюдо и побывал на чемпионате мира в Каире, откуда привёз награду бронзового достоинства, выигранную в весовой категории до 90 кг. В 2007 и 2008 годах в том же весе становился чемпионом мира по классическому спортивному самбо. По дзюдо в этот период получил бронзу на европейском первенстве в Лиссабоне и благодаря череде удачных выступлений удостоился права защищать честь страны на летних Олимпийских играх в Пекине — дошёл в средней весовой категории до стадии четвертьфиналов, где потерпел поражение от россиянина Ивана Першина. В борьбе за третье место проиграл египтянину Хешаму Месбаху.
В 2009 году Казусёнок одержал победу на чемпионате Европы по дзюдо в Тбилиси. Год спустя победил всех соперников на чемпионате мира по самбо в Ташкенте, ещё через год стал бронзовым призёром европейского первенства в Софии. В сезоне 2012 года в дзюдо добыл бронзовую медаль на чемпионате Европы в Челябинске, тогда как по самбо выиграл бронзовые медали на чемпионате Европы в Москве и на домашнем чемпионате мира в Минске. Пытался пройти отбор на Олимпийские игры в Лондоне, но не смог подстроиться под изменившиеся правила и выступил в квалификации неудачно, после чего принял решение завершить карьеру в дзюдо.
Несмотря на завершение карьеры в дзюдо, Андрей Казусёнок остался в основном составе национальной сборной Белоруссии по самбо и продолжил принимать участие в крупнейших международных турнирах в этом виде спорта. Так, в 2014 году он отправился на мировое первенство в Нариту — добавил в послужной список ещё одну бронзовую награду, полученную в той же весовой категории — до 90 кг.
За выдающиеся спортивные достижения удостоен почётного звания «Заслуженный мастер спорта Республики Беларусь» (2012). Работает инспектором по профессиональной подготовке и спорту в Молодечненском горрайотделе по чрезвычайным ситуациям, майор внутренней службы.
С 1 января 2022 Казусенок возглавил Национальную сборную Беларуси по дзюдо. На новом посту Казусенок будет готовить белорусских дзюдоистов, среди его предложений — больше доверять в подготовке личным тренерам, более пристально следить за восстановлением спортсменов, так как «раньше было много травм».